# Катастрофа L-188 под Баффало
Катастрофа L-188 под Баффало — авиационная катастрофа турбовинтового пассажирского самолёта Lockheed L-188A Electra американской авиакомпании Braniff Airways, произошедшая ночью во вторник 29 сентября 1959 года. Совершенно новый авиалайнер при хороших погодных условиях выполнял обычный пассажирский рейс из Хьюстона в Даллас (оба в штате Техас), когда у него неожиданно отделилось крыло. Потеряв управление, машина рухнула на землю в округе Лион близ города Баффало, а все находящиеся на борту 34 человека погибли.
Спустя полгода, 17 марта 1960 года при похожих обстоятельствах близ Каннелтона (штат Индиана) произошла ещё одна катастрофа Lockheed Electra, уже авиакомпании Northwest Airlines. Две аналогичные катастрофы привели к созданию программы по пересмотру самолёта, в ходе которой в научно-исследовательском центре НАСА были проведены испытания масштабной модели. По полученным результатам причиной происшествий был назван давний враг авиации — флаттер воздушного винта, который на новых турбовинтовых самолётах с их увеличенными скоростями полёта и возросшими оборотами воздушных винтов значительно усилился. В результате возникали колебания двигателя, которые входили в резонанс с собственными колебаниями крыла, приводя к разрушению последнего.

## Самолёт
Lockheed L-188A Electra с регистрационным номером N9705C (заводской — 1090) на момент происшествия был совершенно новым самолётом. Его окончательная сборка началась на заводе в Бербанке (Калифорния) в апреле того же, 1959 года, а 4 сентября, всего за 25 дней до катастрофы, он совершил свой первый испытательный полёт. Всего самолёт совершил три испытательных и один приёмочный полёт, после чего 18 сентября его принял заказчик — американская авиакомпания Braniff Airways (Braniff International Airways, или коротко Braniff). Четыре турбовинтовых двигателя были модели 501-D13 фирмы Allison и оборудованы воздушными винтами A6441FN-606 производства фирмы Aero Products (Allison и Aero Products являются подразделениями General Motors). Двигатель № 1 на момент установки на самолёт имел наработку 26 часов 25 минут, тогда как остальные три двигателя, а также все четыре воздушных винта, были совершенно новыми, с нулевой наработкой.
После приёмки борт N9705C был направлен в аэропорт Лав-Филд города Даллас — узловой аэропорт компании Braniff, после чего прошёл необходимые приёмочные проверки. После этого, на момент вылета из Хьюстона, самолёт успел налетать в ходе эксплуатации 122 часа, а его общий налёт (включая испытательные полёты) составил 132 часа 33 минуты. Таким образом, самолёт ни разу не проходил процедуру периодического контроля, так как регламент технического обслуживания устанавливал для неё периодичность в 205 лётных часов. Самолёт имел все необходимые сертификаты о проверках и допусках. Также в авиакомпании имелась специальная группа по мониторингу эксплуатации парка L-188, которая регистрировала все замечания по каждому борту. Относительно борта N9705C не было ни одной значимой записи. Все замеченные в процессе эксплуатации самолёта отказы были устранены и на момент вылета в роковой рейс он был технически исправен.
За неделю до происшествия, 22 сентября, борт N9705C был использован для выполнения тренировочного полёта, в ходе которого при выходе из сваливания возник бафтинг, параметры которого превысили допустимые в эксплуатации значения. Но командир борта выразил мнение, что целостность и прочность конструкции не пострадала и нет необходимости проводить внеплановый контроль.

## Экипаж
Лётный экипаж (в кабине) состоял из трёх человек:
- Командир воздушного судна — 47-летний Уилсон Элза Стоун (англ. Wilson Elza Stone). В авиакомпании Braniff с 22 апреля 1939 года, имел квалификацию пилота одно- и многомоторных самолётов, в том числе на типы Douglas DC-3, -4, -6, -7C, Convair CV-340, -440 и Lockheed L-188 Electra. Его общий лётный стаж составлял 20 726 часов, в том числе 68 часов 39 минут на Electra;
- Второй пилот — 39-летний Дэн Холлауэлл (англ. Dan Hollowell). В авиакомпании Braniff с 29 ноября 1948 года, имел квалификацию пилота, в том числе на типы Douglas DC-3, Convair CV-340 и -440. Его общий лётный стаж составлял 11 316 часов, в том числе 95 часов 30 минут на Electra;
- Бортинженер — 29-летний Роланд Лонгилл (англ. Roland Longhill). В авиакомпании Braniff с 16 июля 1956 года, . Его общий лётный стаж составлял 3191 час 35 минут, в том числе 83 часа 3 минуты на Electra.

В салоне работали три бортпроводника:
- 25-летняя Алвилин Харрисон (англ. Alvilyn Harrison). В авиакомпании Braniff с 29 декабря 1953 года, обучение на Electra завершила 4 июня 1959 года;
- 24-летняя Бетти Раш (англ. Betty Rusch). В авиакомпании Braniff с 18 апреля 1956 года, обучение на Electra завершила 2 июня 1959 года;
- 25-летняя Леона Уинклер (англ. Leona Winkler). В авиакомпании Braniff с 21 марта 1958 года, обучение на Electra завершила 4 июня 1959 года.

Также на борту как служебный пассажир находился 35-летний авиатехник Уэнделл Джон Ид (англ. Wendell John Ide), работавший в авиакомпании Braniff с 9 июля 1951 года.

## Катастрофа
В тот день самолёт выполнял регулярный пассажирский рейс BN-542 по маршруту Хьюстон — Даллас — Вашингтон — Нью-Йорк. Время в пути от Хьюстона до Далласа должно было составлять 41 минуту, а всего на борту находились 28 пассажиров (включая одного служебного) и 6 членов экипажа (три члена лётного экипажа и три бортпроводника); запас топлива в баках был 17 000 фунтов (7700 кг). Общий фактический вес авиалайнера был 83 252 фунта (37 762 кг) при максимальном установленном для данного рейса 99 800 фунтов (45 300 кг). В предыдущем рейсе произошёл отказ генератора № 3, в связи с чем перед вылетом из Хьюстона была произведена замена регуляторов напряжения № 3 и 4.
Из-за работ по ремонту электрооборудования рейс 542 был вынужден задержаться на 22 минуты и отошёл от перрона в 22:37. Погодные условия в это время были хорошими — рассеянные облака на высотах свыше 20 000 футов (6100 м), видимость 10—15 миль (16—24 км). Диспетчер дал экипажу разрешение на полёт по приборам в направлении всенаправленного радиомаяка «Леона» по воздушному коридору «Виктор 13», сохраняя при этом высоту 2300 футов (700 м) до пересечения коридора «Побережье залива» (англ. Gulf Coast), после чего подниматься до 9000 футов (2700 м) и следовать прямо на Леону. В 22:40 диспетчер дал разрешение на взлёт, а в 22:42 экипаж доложил о готовности к взлёту, после чего борт N9705C поднялся в воздух, о чём было доложено в 22:44.
После взлёта диспетчер управления вылетами аэропорта Хьюстона сообщил рейсу 542, что наблюдает его на экране радиолокатора, после чего попросил экипаж доложить, когда азимут на радиомаяк «Хьюстон» составит 345°. После пересечения коридора «Побережье залива» экипаж получил разрешение подниматься до 9000 футов (2700 м) и переходить на связь с центром в Сан-Антонио на частоте 121,1 МГц. В 22:51 экипаж по радиосвязи связался с офисом своей авиакомпании и передал об отъезде из Хьюстона в 22:37, взлёте в 22:42, заданном эшелоне полёта 15 000 футов (4600 м), на который получил разрешение, и расчётном достижении Далласа в 23:25, после чего попросил передать эту информацию в центральный офис. Примерно через минуту (22:52) с рейса 542 в диспетчерский центр Сан-Антонио было доложено о прохождении пересечения коридора «Побережье залива» на высоте 9000 футов, на что было дано разрешение подниматься до эшелона 15 000 футов (4600 м) и следовать на Даллас по маршруту Леона — Тринидад — Форни — Даллас.
В 23:05 с самолёта в Сан-Антонио доложили о прохождении Леоны в 23:05 на высоте 15 000 футов, на что было дано указание переходить на связь с Форт-Уэртом на частоте 120,8 МГц. Экипаж подтвердил получение информации, после чего перешёл на связь с офисом авиакомпании и передал сообщение для обслуживания в Далласе, что с генераторами проблема в целом разрешена, но надо как следует изолировать клеммную колодку третьего воздушного винта, так как из-за дефицита времени это не успели сделать в Хьюстоне. Также для обслуживающего персонала было передано, что не работает помповый насос № 3. Передача закончилась в 23:07, и это был последний известный радиообмен с бортом N9705C. После этого экипаж на связь уже не выходил и никаких сообщений не передавал.
В 23:09 люди на земле неожиданно услышали звук, похожий на раскат грома или громкий хлопок, а в ночном небе появился огненный шар. Затем борт N9705C рухнул в 19,7 морских милях к северу от Леоны и в 3,19 милях (5,9 км) к востоку-юго-востоку от Баффало. При ударе о землю авиалайнер полностью разрушился, а все находящиеся в нём 34 человека погибли.

## Предварительное расследование

### Погодные условия
Согласно данным метерологических наблюдений, в ночь происшествия в области от юго-западного Техаса до восточно-северо-восточной и западной Алабамы давление менялось очень слабо. Был рассеянный квазистационарный фронт, который шёл над Аппалачами, пересекая центральную часть Миссисипи, а затем следовал вдоль линии, протянувшейся через Шривпорт (Луизиана) и Форт-Уэрт (Техас), после чего сворачивал на юго-запад до Джанкшена, а от него уже простирался на запад-юго-запад до границы с Мексикой. Передняя граница этого фронта на момент происшествия находилась в 125 милях (230 км) северней места катастрофы. В регионе также имелась область тяжёлой грозовой активности, но маршрут полёта рейса 542 не приближался к этой грозе ближе, чем на 60 миль. Согласно опубликованным на 18:52 данным отделения погодного бюро в Сан-Антонио, на маршруте полёта находилась отдельные облака с нижней границей от 4000 футов (1200 м) до 5000 футов (1500 м) и облачность с просветами на высоте 10 000 футов (3000 м). Также вблизи маршрута на самом юге Техаса ожидались отдельные кучево-дождевые облака. На 21:00 на другой части маршрута ожидались рассеянные облака на высоте 10 000 футов (3000 м). Помимо этого, прогнозировалась и низкая слоистая облачность со средней нижней границей 1500 футов (460 м) и верхней до 5000 футов (1500 м), которая, как ожидалась, к 22:00 должна была быть сплошной имея высоту от 1000 футов (300 м) до 2000 футов (610 м), а после 02:00 30 сентября должна была опуститься до высот от 800 футов (240 м) до 1000 футов (300 м), видимость в тумане над ней не превышала 5 миль.
В целом, исходя из отчётов о погоде, на вечер происшествия над южным Техасом находилась переменная высококучевая облачность на высоте 12 000 футов (3700 м) и перистые облака на 20 000 футов (6100 м), а также отдельные кучево-дождевые облака на 4000 футов (1200 м). Хотя на 15:00 близ Сан-Антонио шла сильная гроза, она ушла на восток-юго-восток к Кервиллу и Фредериксбергу, а к 22:00 она, имея размеры от 10 до 15 миль в диаметре, находилась близ Бланко, причём её молнии наблюдались отчётливо в Уэйко и Остине. Отдельные грозовые очаги имелись к юго-востоку от Шривпорта; гроза наблюдалась и в Лакине. Над Колледж-Стейшеном, Тайлером и Греггом небо было вообще ясным. Непосредственно над Хьюстоном, откуда вылетел самолёт, стоял только тонкий слой перистых облаков на высоте 20 000 футов (6100 м), а над Далласом, куда самолёт направлялся, также были отдельные облака на 12 000 футов (3700 м).
Пилот самолёта Grumman G-73 Mallard, который следовал из Далласа в Хьюстон, позже рассказал, что на высоте 7000 футов (2100 м) он столкнулся с периодическим небольшим дождём и умеренной турбулентностью, а также наблюдал небольшие образования с вершинами от 10 000 футов (3000 м) до 12 000 футов (3700 м). Лётчик военного Douglas C-47 Skytrain, который следовал из Шривпорта в Хьюстон и прошёл на удалении не менее 80 миль к востоку от места катастрофы, сообщал, что полёт проходил на высоте 6500 футов (2000 м) при спокойной погоде и ясном небе. Согласно показаниям очевидцев на земле, в районе происшествия небо было покрыто облаками, видимость была хорошая, а молнии не наблюдались. Лишь после катастрофы было замечено несколько вспышек молний, но они были не на месте падения лайнера. К полуночи гроза наблюдалась лишь в 30 милях северо-западней Уэйко.
По имеющимся данным, экипаж рейса 542 в ходе предполётной подготовки получил от метеоролога авиакомпании информацию о фактической и прогнозируемой погоде на маршруте и в аэропорту прибытия; предполётная подготовка с использованием информации из погодного бюро при этом не проводилась.

### Показания очевидцев
Был произведён опрос всех пассажиров, которые прибыли на борту N9705C рейсом из Чикаго в Даллас. Опрошенные показали, что в ходе полёта не заметили ничего необычного.
Очевидцы на земле сообщали о наблюдении в ночном небе большого огня, который начинался примерно с высоты 17 000 футов (5200 м) и простирался вверх за 23 000 футов (7000 м). Причём перед этим раздалась череда шумов, которые свидетели сравнивали с хлопками досок друг о друга, шумом бульдозера, раскатом грома и даже с грохотом от прохождения самолётом звукового барьера. Позже следователи специально сделали аудиозапись нормального полёта «Электры», но свидетели происшествия сказали, что не услышали в этой записи шумов, которые были во время катастрофы. В ходе проверок различных вариантов было определено, что свидетели слышали шум, словно реактивный и/или винтовой самолёт проходит звуковой барьер.
Все свидетели, которые наблюдали огонь с самого начала, сходились в том, что это было не длительное горение, а сперва маленький, но быстро увеличившийся до большого красно-оранжевый шар, который затем погас спустя всего несколько секунд. Также многие заметили, как из этого шара перед его исчезновением вылетел меньший горящий объект, который падал в северо-западном направлении и потух ещё до земли. Некоторые описания были ценны тем, что люди наблюдали на фоне этого шара другие предметы. Зная, где находился человек в тот момент, следователи смогли определить примерные географическое положение и высоту образования взрыва, которая варьировала от 17 000 футов (5200 м) до 24 000 футов (7300 м) над уровнем моря, исходя из разных показаний. Но всё же заметно, что шар огня наблюдался на большой высоте и не ниже 15 000 футов (4600 м), о которой в последний раз сообщал экипаж. Один из свидетелей сообщил, что перед появлением сильных шумов и огненного шара в небе он видел белую вспышку, однако кроме него эту белую вспышку больше никто не наблюдал.
Используя при расследовании показания очевидцев, стоит иметь в виду, что людям свойственно ошибаться, особенно описывая последовательность внезапного и скоротечного события. Но в последовательности события есть два момента с небольшим интервалом по времени, на которые указывали все свидетели: (1) звук, сравнимый, согласно различным показаниям, с шумом от низколетящего самолёта либо реактивного двигателя, а также (2) появление в воздухе огромного шара из оранжевого пламени. Причём такая последовательность согласуется с показаниями сразу шести очевидцев, которые находились внутри помещений, но, услышав сильный шум, выскочили или посмотрели наружу, где затем увидели на небе огненный шар. Так как в диапазоне высот от уровня моря до 15 000 футов (4600 м) средняя скорость звука составляет 1088 футов (332 м) в секунду, то с высоты 15 000 футов до стоящего прямо под источником наблюдателя звук будет доходить с задержкой примерно 14 секунд. Если же наблюдатель будет находиться на 3 мили (4,8 км) в стороне, то звук будет доходить до него уже с задержкой примерно 20 секунд. Указываемое очевидцами время между услышанным шумом и появлением огненного шара варьируется, что вполне логично, а в среднем оно составляло 33 секунды с отклонением не более 8 секунд.

### Распределение обломков
Обломки авиалайнера были разбросаны по площади в виде тонкого длинного эллипса, вытянутого на 13 900 футов (4200 м) с юга на север примерно по азимуту 344° от радиомаяка «Леона». Самый южный обломок находился в 17,4 милях к северу от Леоны и являлся фрагментом гидросистемы длиной 9 дюймов (228,6000000 мм), включающим левый теплообменник. Далее по направлению на север шли воздушный винт и редуктор двигателя № 1, левая консоль крыла вместе с двумя располагавшимися на ней двигателями, силовая установка № 4, часть левого стабилизатора, правая консоль крыла, а затем фюзеляж с хвостовым оперением, частью правой консоли крыла и силовой установкой № 3. Некоторые лёгкие обломки были снесены ветром к востоку.
Фюзеляж при падении разделился на несколько частей, после чего носовая часть врезалась во вспаханное поле и взорвалась, образовав кратер, который находился на удалении 3,19 миль по азимуту 92¾° от пересечения двух шоссе в Баффало. На расстоянии 200 футов (61 м) к северо-востоку от места падения носовой части в дубраве была найдена средняя часть фюзеляжа вместе с задней частью пассажирской кабины, фрагментом правой консоли крыла и третьей силовой установкой. Ещё на 250 футов (76 м) к северо-западу на вершинах деревьев находилась хвостовая часть, включая оперение. Не считая повреждения веток из-за падения обломков фюзеляжа на лес, в целом деревья не пострадали.

### Системы самолёта
Удалось восстановить журнал бортинженера, согласно которому в 22:50 самолёт следовал на высоте 7000 футов (2100 м) со скоростью 210 узлов и включёнными противообледенительными системами двигателя и крыла, при этом показатели двигателей были в норме, а температура наружного воздуха составляла 27° C. По данным записи на 23:00 лайнер следовал уже на высоте 15 000 футов (4600 м) со скоростью 275 узлов и выключенными противообледенительными системами при температуре наружного воздуха 15° C; показания двигателей также были нормальными. Никаких записей о каких либо нарушениях в работе оборудования в журнале сделано не было.
«Локхид» врезался в землю на столь огромной скорости, что его кабина оказалась полностью уничтожена, а сам самолёт разрушился на мелкие обломки, которые также ещё больше повредил пожар. В результате ни одна из систем не сохранилась, из-за чего следователям пришлось немало времени потратить, чтобы просто определить, какой обломок к чему относился. Фактически по крупицам пришлось собирать основные системы, после чего приступать к их изучению.
Удалось обнаружить левую стойку основного шасси, экспертиза которой показала, что на ней нет никаких признаков перегрева из-за чрезмерного применения тормозов. Также не было обнаружено признаков пожара, перегрева или отказа радиооборудования, автопилота, системы кондиционирования и управления. Две очереди противопожарной системы двигателя № 2 были израсходованы, но следователи пришли к мнению, что они сработали автоматически при разрушении самолёта в воздухе и воспламенении вытекшего из повреждённых баков топлива. Проверка топливных клапанов не обнаружила нарушений в их работе. Согласно показаниям топливных датчиков, на момент катастрофы в топливном баке № 1 с погрешностью ±62 фунта (28 кг) оставалось 3960 фунтов (1800 кг), в баке № 2 — 3610 фунтов (1640 кг), в баке № 3 — 4080 фунтов (1850 кг), в баке № 4 — 4080 фунтов (1850 кг). Проверить работу противообледенительной системы следователи не смогли ввиду её полного уничтожения.

### Двигатели
Свидетели рассказывали, как в момент катастрофы они слышали шум, словно воздушный винт начал вращаться настолько быстро, что его лопасти достигли сверхзвуковой скорости. Поэтому следователи проверили двигатели на предмет превышения частоты вращения. Конструкция двигателя Allison такова, что в случае превышения его частоты вращения на 20 % выше максимальной (16 600 об/мин) начинают повреждаться элементы конструкции, включая лопатки турбины и подшипники вала. Но проверка двигателей не обнаружила таких повреждений. Впрочем, проведённые позже исследования показали, что бринеллирование подшипников происходит лишь при частоте вращения 21 120 об/мин, то есть на 53 % выше максимальной, а даже при превышении на 41 %, при 19 500 об/мин, признаков бринеллирования не наблюдалось. Потому не исключено, что скорость могла быть превышена лишь ненамного, менее чем на 20 %.
Также внимание следователей привлёк двигатель № 3, который оставался прикреплённым на огрызке крыла и фюзеляже. Его предохранительная муфта имела необычные отметины, предохранительные топливные клапаны были полностью закрыты, а предохранительные масляные клапаны закрыты лишь наполовину, притом, что закрытие предохранительных клапанов осуществляется по общему сигналу от аварийной системы в кабине, а время закрытия топливных и масляных клапанов составляет соответственно 0,3—0,4 и 0,5—0,97 секунд. Масляные клапаны попросту не успели сработать до конца, так как пропало электропитание, ведь генератор этого двигателя не работал, а остальные были оторваны. Возможно, что кто-то из экипажа перед самым разрушением либо уже в процессе разрушения, надеясь спасти самолёт, активировал аварийные системы. Но хоть некоторые клапаны не успели закрыться, на исход событий это уже практически не влияло. Что до предохранительной муфты, то она обычно срабатывает при отрицательном вращающем моменте на валу 1700 лошадиных сил (1300 кВт). Однако повреждения муфты свидетельствовали, что вал двигателя и воздушный винт были в режиме тяги. Вообще в двигателе имелись несколько независимых друг от друга систем по защите от превышения частоты вращения и высоких аэродинамических перегрузок:
1. Контроль по скорости потребления топлива;
2. Датчик отрицательного вращающего момента;
3. Предохранительная муфта;
4. Механические и гидравлические «остановы» при минимальном шаге воздушного винта;
5. Вторичный «останов»;
6. Фиксатор шага.

Двигатель № 1 разрушился в самом начале развития катастрофической ситуации, раз его обломки на месте катастрофы были первыми по направлению следования. Его воздушный винт удалось восстановить, и лопасти оказались установлены на угол 56°. Остальные воздушные винты также были в режиме тяги либо близко к этому.

### Восстановление конструкции
Все найденные обломки были доставлены в Даллас, где в специально выделенном для этого складе их начали размещать на макете самолёта. По изучению повреждений было установлено, что самолёт разрушился в воздухе на несколько частей. Первым отделилось левое крыло вместе с обеими левыми силовыми установками (за исключением воздушного винта № 1), а место разлома находилось между двигателем № 2 и центропланом. Следователи попытались восстановить находящийся в этом месте топливный бак № 2, но у того верхняя часть была настолько раздроблена, что положение отдельных обломков было невозможно определить. Были опознаны только несколько передних лонжеронов. Изучение силового набора крыла в этой части показало, что разрушение началось в момент изгиба вверх. Проверка отделившейся части крыла и оставшейся с фюзеляжем показала у них разные признаки повреждения пожаром, что характерно, когда возгорание началось уже после разделения.
Разрушение правого крыла произошло в районе топливного бака № 3, при этом обшивку бака разорвало из-за поперечных нагрузок. Находящиеся в верхней части крыла панели при разделении согнуло немного вверх, а разрушившиеся рёбра жёсткости — назад. Признаков пламени, дыма или высокой температуры на правом крыле обнаружено не было. Конструкция всех четырёх двигателей была по возможности восстановлена и ни на одном из них не было найдено признаков пожара до столкновения с землёй.
Изучение конструкции фюзеляжа осложнялось тем, что носовая и центральная части при ударе о землю разрушились на мельчайшие фрагменты, тогда как хвостовая относительно уцелела, при этом упала задом наперёд, из-за чего оказались повреждены рули. Но следователям удалось найти признаки пожара на левом борту. Повреждения сильнее всего были в хвостовой части, где даже изогнулись плексигласовые иллюминаторы, а обшивка имела повреждения от воздействия высокой температуры. Как показали проведённый в Lockheed испытания, такие повреждения были не от теплового излучения, а непосредственно от пламени, температура которого достигала 2000 °F (1090 °C) (в районе 18-го иллюминатора). Также на левом борту из-за температурного воздействия вздулась пузырями, а местами и отвалилась синяя декоративная полоса на уровне иллюминаторов, а белый окрас в верхней части имел следы копоти, сильнее всего заметные также в хвостовой части, а хвостовой конус и вовсе был покрыт слоем сажи. Пожар происходил снаружи левого борта ближе к хвостовой части, тогда как центральная часть, весь правый борт, включая фрагмент правого крыла, и даже пассажирский салон признаков воздействия огня или дыма не имели.
Предположительно, разрушение самолёта произошло внезапно и очень быстро. В пользу этого свидетельствовало то, что из находящихся в самолёте 37 пассажирских мест было найдено лишь одно с застёгнутым ремнём безопасности, то есть люди на борту даже не успели подготовиться. Также когда менее, чем за пару минут до катастрофы экипаж в последний раз осуществлял радиосвязь с землёй, то в его сообщениях не было никаких признаков проблем на борту.
Была составлена и примерная картина разрушения авиалайнера. Сперва отделился воздушный винт с редуктором двигателя № 1, а также левое крыло, причём они отделились почти одновременно, и невозможно точно определить, кто был первым. Образовавшиеся при отделении крыла обломки врезались в горизонтальный стабилизатор и привели к его отделению. В это же время на правом крыле оторвало часть верхней обшивки, после отделилась силовая установка № 4, а следом отделилась и находящаяся за ней консоль правого крыла. Всё это произошло очень быстро, а затем фюзеляж камнем полетел вниз, после чего в процессе снижения из-за колоссальных аэродинамических перегрузок его разорвало на две части.

### Патологоанатомическая экспертиза
Как показала экспертиза тел погибших, все люди на борту погибли из-за тяжёлых и обширных травм, полученных при ударе самолёта о землю. Была также проведена экспертиза 10 тел, включая второго пилота Холлауэлла, на уровень оксида углерода в тканях, и у семи человек в крови и мягких тканей был обнаружен карбоксигемоглобин концентрацией более 10 %, а у одного даже 13 %. По мнению медиков, такая концентрация не могла привести к потере сознания, а карбоксигемоглобин мог попасть в кровь при вдыхании перед смертью отравленного дымом воздуха.

## Трагедия под Каннелтоном
В истории Lockheed Electra это было всего второе происшествие после катастрофы в Нью-Йорке, причём то был совсем другой случай — экипаж при заходе на посадку не следил за высотой и врезался в реку
.
На момент событий трагедия рейса 542 была по сути уникальным случаем, подобных происшествий до этого ещё не было. Но 17 марта 1960 года, спустя всего полгода после катастрофы близ Баффало, другой L-188, уже компании Northwest Airlines, при подобных обстоятельствах потерпел катастрофу близ Каннелтона (Индиана). Авиационная промышленность была в шоке от этих двух странных катастроф, которые произошли по схожему сценарию — самолёт выполнял нормальный полёт на заданной высоте и при хороших погодных условиях, когда у него вдруг неожиданно отделялось крыло. Причём если в случае с катастрофой в Индиане случившееся ещё можно было объяснить сильной турбулентностью, о которой сообщали и с других самолётов, то в случае с катастрофой в Техасе такой вариант уже не подходил, так как экипажи других самолётов сообщали лишь об умеренной турбулентности либо вовсе о спокойной погоде.
В то время эксплуатировались уже около 130 самолётов данного типа, а сразу две аналогичные катастрофы привели к появлению кризиса доверия не только к Lockheed L-188, но и к турбовинтовым самолётам вообще. В результате 20 марта 1960 года Федеральное управление гражданской авиации США (FAA) в качестве временной непредвиденной меры выпустило сертификат лётной годности, согласно которому крейсерская скорость самолётов «Электра» была снижена с 324 до 275 узлов (0,55 Маха). А 25 марта дополнительно была внедрена специальная поправка № 134 со следующими мерами:
1. Крейсерская скорость была дополнительно снижена до 225 узлов, а максимальная — до 245 узлов. Дело в том, что обе катастрофы, как предполагалось, произошли на скорости, близкой к 275 узлам, то есть было рекомендовано ещё больше снизить максимальные скорости. Также было рекомендовано внести доработку в конструкцию автопилота, чтобы он отключался, если шаг винтов устанавливался в нулевое или максимальное положение. Помимо этого, от операторов самолёта потребовали точно соблюдать установленные для данного типа самолётов руководства по выполнению заправки топливом.
2. В течение 30 дней требовалось провести тщательную проверку по влиянию турбулентности на конструкцию самолёта, при этом акцентировать внимание на повреждения рёбер жёсткости и заклёпочных соединений. Также в указанный срок требовалось провести проверки рулей высоты и связанных с ними систем. Также требовалось проводить регулярные проверки топливных баков на предмет течи после испытаний повышенным давлением и проверки структур самолёта после различных инцидентов, связанных с сильной турбулентностью, жёсткими посадками и посадками с высоким весом.
3. Главному отделу лётных стандартов (англ. Chiefs, Flight Standards Divisions) было дано указание на протяжении 30 дней провести проверки по наблюдению и контролю самолётов L-188 по их полётной эксплуатации и тренировкам. Особенно инспекторы должны были акцентировать внимание на планировании полётов, предполётных подготовках, выборах скоростей полёта, руководствах по лётной эксплуатации, ненормальной работе оборудования, действиях после выполнения полёта, а также лётных тренировках.

## Испытания в НАСА

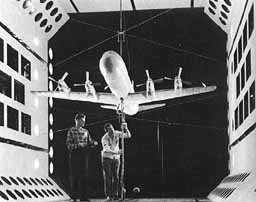
Сотрудники НАСА проводят испытания модели самолёта в аэродинамической трубе

По изучению обломков было определено, что в обоих случаях отделению крыла предшествовало колебание в районе редуктора его крайнего двигателя. Это явление, когда вал воздушного винта начинает колебаться под действием гироскопических моментов, возникающих на вращающемся воздушном винте, закреплённом (вместе с мотогондолой) на упругом крыле посредством упругих связей, известно как флаттер воздушного винта. Его теоретическое исследование началось ещё с конца 1930-х годов. На практике, однако, до появления самолёта Локхид L-188 с этим явлением не сталкивались. Самолёт L-188 отличался от своих поршневых предшественников турбовинтовыми двигателям с высокой частотой вращения и значительным диаметром воздушных винтов, а также развивал гораздо более высокие скорости, что могло создать условия для развития флаттера воздушного винта. Поэтому было решено провести испытания модели данного лайнера в принадлежащем НАСА научно-исследовательском центре Лэнгли (Хэмптон, штат Виргиния), где имелась дозвуковая аэродинамическая труба длиной 19 футов (5,8 м). Впервые в истории этой установки в ней испытывали модель уже существующего самолёта, а не различные проекты.
Для испытаний взяли уже существующую модель Lockheed Electra в масштабе 1:8, которую ранее использовали для испытаний на явление флаттера перед получением сертификата на данный тип самолёта, но теперь модель для испытаний была несколько модифицирована. Внесённые изменения включали обеспечение возможности авторотации воздушных винтов и регулирования жёсткости узлов крепления двигателей. Во время эксперимента модель устанавливалась на специальном разработанном в Boeing вертикальном стержне, который позволял (в ограниченных пределах) имитировать условия свободного полёта. Исследования выполнялись совместно инженерами НАСА и авиастроительных корпораций Lockheed и Boeing, всего с мая 1960 по декабрь 1961 года в аэродинамической трубе было проведено 9 различных аэродинамических экспериментов с моделью. Помимо испытаний целой модели, в трубе исследовали также отдельно снятую с модели мотогондолу с воздушным винтом, а также закреплённую на боковой стенке консоль крыла с мотогондолами. В ходе данных испытаний сотрудники Уилмер Х. Рид III (англ. Wilmer H. Reed III) и Сэмюэль Р. Блэнд (англ. Samuel R. Bland) создали методики для математического анализа флаттера воздушного винта, благодаря чему было значительно упрощено прогнозирование и предотвращение данного явления.
Эти испытания подтвердили, что при снижении жёсткости узлов крепления двигателя по сравнению с изначально заложенной в конструкции, на L-188 действительно может возникать флаттер воздушного винта. В условиях реальной эксплуатации жёсткость опор двигателей может снижаться при жёстких посадках, что было довольно распространено из-за недостаточного опыта экипажей по пилотированию турбовинтовых самолётов, либо при столкновении во время полёта с очень сильной турбулентностью. Когда на этапе сертификации модель самолёта испытывали в стандартных условиях, то флаттер не наблюдался. В эксперименте НАСА после испытаний в стандартных условиях жёсткость опор внешних мотогондол (двигатели № 1 и 4) была снижена, что немедленно привело к сильным колебаниям. Более того, в случае если возникал опасный резонанс с колебаниями крыла, то в считанные секунды у модели отрывало крыло. Было доказано, что подобная ситуация могла произойти и на реальном самолёте, причём на разрушение конструкции ушло бы всего несколько секунд.

## Анализ данных
Ещё в начале расследования, когда не было никаких нормальных версий о причинах, следователи прорабатывали множество вариантов. Но постепенно стало понятно, что большинство из версий можно было смело отбросить. Так, самолёт был ещё совсем новым и даже не успел пройти технического обслуживания, а пилотировал его опытный экипаж, хотя ни у одного из находящихся в кабине не было и 100 часов работы на данном типе. Вероятность, что кто-то из них потерял способность управлять летательным аппаратом слишком мала, даже несмотря на вдыхание дыма, а потому не могло привести к происшествию. Сам полёт выполнялся при ясном небе, где по данным метеонаблюдений не было признаков образования сильной турбулентности, включая градиенты ветров по вертикали и горизонтали, воздушные ямы, струйные течения. Никаких других самолётов или летающих объектов в этом районе не находилось, а потому столкновения в воздухе или попытки уклонения от него не было.
Спустя полгода произошла катастрофа близ Каннелтона, которая в целом повторяла катастрофу у Баффало, поэтому была начата программа по переоценке самолёта, включая испытания в центре НАСА. Те испытания показали, что причиной катастрофы стал флаттер воздушного винта, который создавал вибрацию, передающуюся далее на всю силовую установку и далее на крыло, после чего в случае резонанса происходило разрушение. Но следователи, которые расследовали катастрофу самолёта Braniff, всё-таки обратили внимание, что к ней не подходит данное заключение. Ведь ещё при сертификационных испытаниях модели самолёта при имитации полёта с крейсерской скоростью и даже выше было отмечено, что крыло имеет высокую степень демпфирования, тем самым поглощая энергию, создаваемых различными колебаниями. Да и проведённые позже в НАСА испытания в большинстве случаев показывали такие же результаты. Также небольшая часть энергии гасится различными конструкциями, как, например, опоры двигателя.
Для создания флаттера, который мог бы привести к разрушению крыла, по мнению комиссии, требовались дополнительно какие-то ещё внешние силы. И здесь можно обратить внимание на аэродинамические силы, которые, как правило, также гасят колебания крыла, но при существенных изменениях могут действовать наоборот — усиливать эти самые колебания. Так как сама конструкция крыла предусматривает устойчивость к флаттеру, то источником внешних возмущений, получается, могут быть воздушные винты и управляющие поверхности. Исследования показали, что управляющие поверхности не могут создавать сильные колебания, которые могли бы разрушить крыло. Таким образом, остаются только воздушные винты.
В нормальных условиях винты работают в стабильном режиме; ненормальная работа возникает в таких ситуациях, как превышение воздушной скорости либо биение винта. Проведённые в НАСА исследования обнаружили, что в случае ослабления некоторых элементов конструкции, например, опор двигателя, биение воздушного винта могло приводить к колебаниям крыла. Работающий воздушный винт подобен гироскопу и будет стремиться оставаться в плоскости вращения, пока его не сместит какая-то сильная внешняя сила, при этом в случае возникновения данной силы либо момента винт будет реагировать под направлением, перпендикулярным к этой силе. Так, если винт повернуть вверх, то его опоры будут поворачивать его обратно вниз, но сам винт, за счёт прецессии, будет стремиться отклониться влево. Этим он создаст сопротивление отклонению оси вращения, которое в свою очередь будет направлено вниз, после чего передано корпусу, который на это отреагирует созданием силы, направленной вправо, сопротивление которой уже будет направлено вверх. Такая круговерть известна как «режим кругового движения» (англ. whirl mode), а само её направление противоположно вращению винта.
Такое круговое колебание в нормальном режиме на самолётах «Электра» происходит внутри самой конструкции двигателя, за его пределы не выходит и быстро затухает. Собственные колебания двигателя при этом имеют частоту 5 Гц. Однако если жёсткость опор была снижена за счёт неправильной установки, разрушения или повреждения силового набора двигателя, мотогондолы и так далее, то в этом случае поглощение энергии от такого вращения сил будет снижено, что уже меняет ситуацию, и данное явление становится опасным. Прежде всего, колебания становятся выше, а значит, и более сильными, что приводит к повреждению опор вала винта. Возникает замкнутый круг, когда износ опор увеличивает амплитуду колебаний винта, в результате которых увеличивается износ опор. Заодно увеличение амплитуды колебаний ведёт к снижению их частоты. Собственная частота крыла на кручение составляет примерно 3,5 Гц, а на изгиб — 2 Гц. Если из-за снижения частоты колебаний винта частота мотогондолы снизится до 3 Гц, то возникает резонанс с собственными колебаниями крыла, который приводит к увеличению колебаний последнего. Вот так флаттер и может привести к мощным гармоническим колебаниям, способным разрушить крыло, что и наблюдалось на тестах в Лэнгли.
Такие выводы согласуются с результатами тестов в НАСА, но есть один нюанс: для возникновения флаттера требовалось предварительное ослабление конструкции, в противном случае этого явления не наблюдалось. Однако разбившийся борт N9705C был совершенно новым, а в его истории не было случаев жёсткой посадки либо попадания в сильную турбулентность. Да и исследование конструкции двигателя № 1, который мог быть источником опасных колебаний, не обнаружило никаких признаков усталости металла. Да, за неделю до происшествия авиалайнер в ходе учебного полёта при выходе из сваливания повторно вышел на закритические углы атаки из-за ошибок пилотирования, в результате чего подвергся сильным перегрузкам, но по результатам расследования такого случая вероятность повреждения конструкции была отклонена.
Само разрушение левого крыла произошло словно от избытка подъёмной силы, тогда как разрушение горизонтального стабилизатора, а также хвостовой части, по результатам исследования, было несколько иным. Проведённые в Lockheed испытания показали, что при скорости 275 узлов, на которой выполнялся полёт, крыло и стабилизатор одинаково подвергаются воздействию положительной вертикальной силы, тогда как при скорости более высокой крыло уже начинает испытывать более сильное воздействие, нежели хвостовое оперение. Если предположить, что причиной разрушения крыла стала высокая нагрузка при скорости 275 узлов или выше, то её могли вызвать опасные перегрузки, сбой в работе автопилота, гипотетическая турбулентность, резкий манёвр уклонения от столкновения либо потеря управления из-за каких-либо других причин. Хотя предпоследний вариант можно отбросить, так как в этом районе других самолётов не наблюдалось.
Вообще, потеря управления по «другим причинам» может возникнуть по вине пилотов при резком снижении либо входе в нисходящую спираль. Согласно показаниям очевидцев, огненный шар, вызванный воспламенением находящегося в отделившемся крыле топлива, появился на высоте 15 000 футов (4600 м) или выше. Таким образом, есть вероятность, что экипаж умышленно либо непреднамеренно начал выполнять подъём, пока не потерял управление, после чего самолёт, быстро снижаясь, разогнался быстрее критической скорости. Версия о разрушении самолёта от перегрузок при выходе из снижения маловероятна, так как с учётом фактического веса авиалайнера его для этого надо было разогнать до скорости значительно выше допустимой. Версии о намеренном подъёме противоречит факт, что у экипажа не было смысла это делать, да и запроса такого не было. А чтобы экипаж не заметил подъём, для этого он должен был длительное время не следить за показаниями приборов, но за три—четыре минуты до катастрофы с самолёта на землю доложили о высоте полёта 15 000 футов. Проанализировав версию о разрушении крыла из-за чрезмерной подъёмной силы, следователи были вынуждены признать, что она несостоятельна, а реальная причина на самом деле куда глубже.
Так следователи вернулись к рассмотрению версии о круговых колебаниях винта. В принципе, в пользу её, но не как доказательство, служат показания наземных очевидцев о сильном шуме, возникшем примерно за 33 секунды до возгорания топлива и длящегося где-то секунд 20—40. Так как исследование двигателей не показало существенного превышения скорости и частоты вращения, то следователи предположили, что те вращались с номинальной частотой. Тогда было сделано предположение о «режиме вращения», для проверки чего следователи от Совета по гражданской авиации совместно с Lockheed провели серию исследований, по результатам которых было определено, что при круговых колебаниях валов винтов возникает шум с силой 120 децибел. Что ещё могло бы издавать шум, подобный тому, что слышали очевидцы, следователи определить не смогли.

## Причина катастрофы
В конце апреля 1961 года Совет по гражданской авиации опубликовал отчёты по результатам расследования катастроф самолётов «Локхид Электра» близ Баффало и Каннелтона (28 и 24 апреля 1961 года соответственно), согласно которым причиной стало разрушение и отделение крыла (левого и правого соответственно). Касательно катастрофы у Баффало разрушение крыла было вызвано колебаниями, создаваемых незатухающими круговыми колебаниями воздушного винта. Причину последних следователи определить не смогли, так как для их возникновения требовалось снижение жёсткости конструкции в результате повреждений, которые однако не были обнаружены.

## Последствия

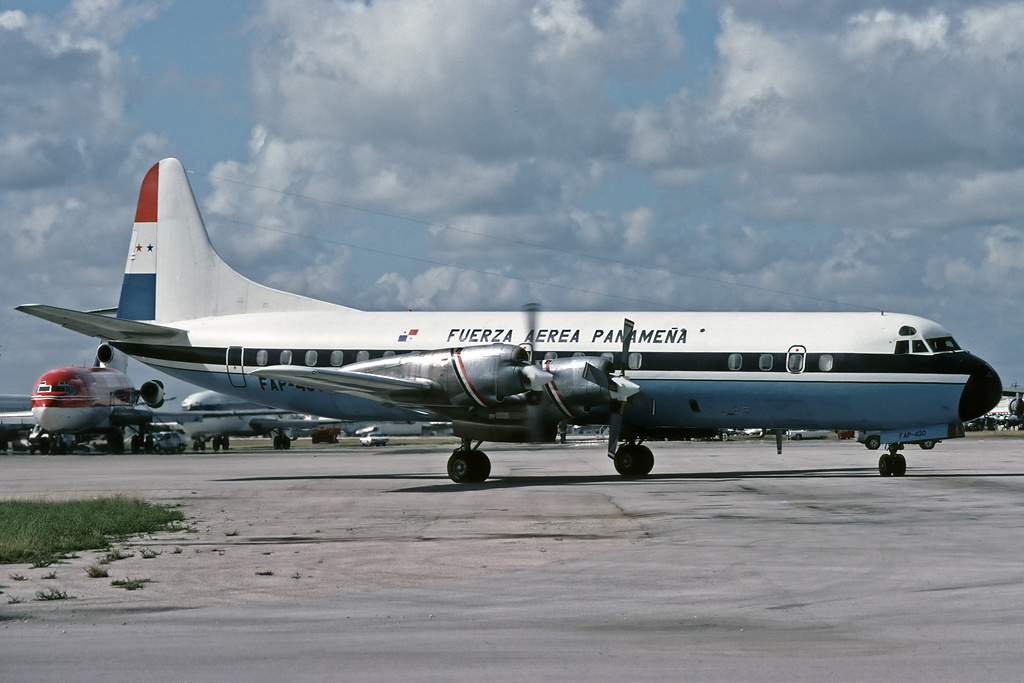
Последняя построенная «Электра» в 1982 году в период эксплуатации в Панамских ВВС

По результатам расследования корпорация Lockheed внесла изменения в конструкцию самолётов типа L-188 Electra, в том числе переделала узлы креплений двигателей, гондол и капотов, а также повысила прочность конструкции крыла. Больше катастроф «Электры» по причине флаттера воздушного винта уже не происходило. Также, как уже сказано выше, в период испытаний в НАСА были созданы новые методики по прогнозированию и предупреждению возникновения флаттера. Авиастроительной корпорации Lockheed вся программа обошлась в 25 миллионов долларов. Однако целая череда происшествий с участием «Электры», как, например, катастрофа в Бостоне 4 октября 1960 года (при взлёте врезался в стаю птиц, 62 погибших), сильно «подмочили» репутацию этого авиалайнера. К тому же в авиации уже началась эра реактивных самолётов, а американское небо бороздили первые Boeing 707 и Douglas DC-8. К январю 1961 года выпуск Lockheed L-188 Electra был прекращён; последним стал самолёт с заводским номером 2022, переданный индонезийской авиакомпании Garuda Indonesia 15 января 1961 года (регистрационный номер — PK-GLC).
13 июня 1963 года Федеральным агентством авиации была предложена поправка о внесении изменений в Положения гражданской авиации пункт 4b.308, чтобы конструкция самолётов рассчитывалась на повышение упругости с учётом возникновения флаттера. В октябре 1964 года данная поправка была вынесена на рассмотрение, а в следующем месяце, конкретно 3 ноября, принята.

### Комментарии
1. ↑  Название дано согласно итоговому отчёту.
2. ↑  Здесь и далее указано Центральноамериканское время (CST)
3. ↑  Для сравнения, такой же шум издаёт реактивный самолёт при взлёте.